# 扎魯德季亞
49°33′22″N 27°1′2″E / 49.55611°N 27.01722°E
扎魯德迪亞（烏克蘭語：Заруддя）是位於烏克蘭西部的村莊，由赫梅利尼茨基州裡赫梅利尼茨基區的克拉西利夫市鎮負責管轄。該村處於布佐克河畔，面積0.77平方公里，海拔高度284米，2001年人口124。